# ساختار بلندروی

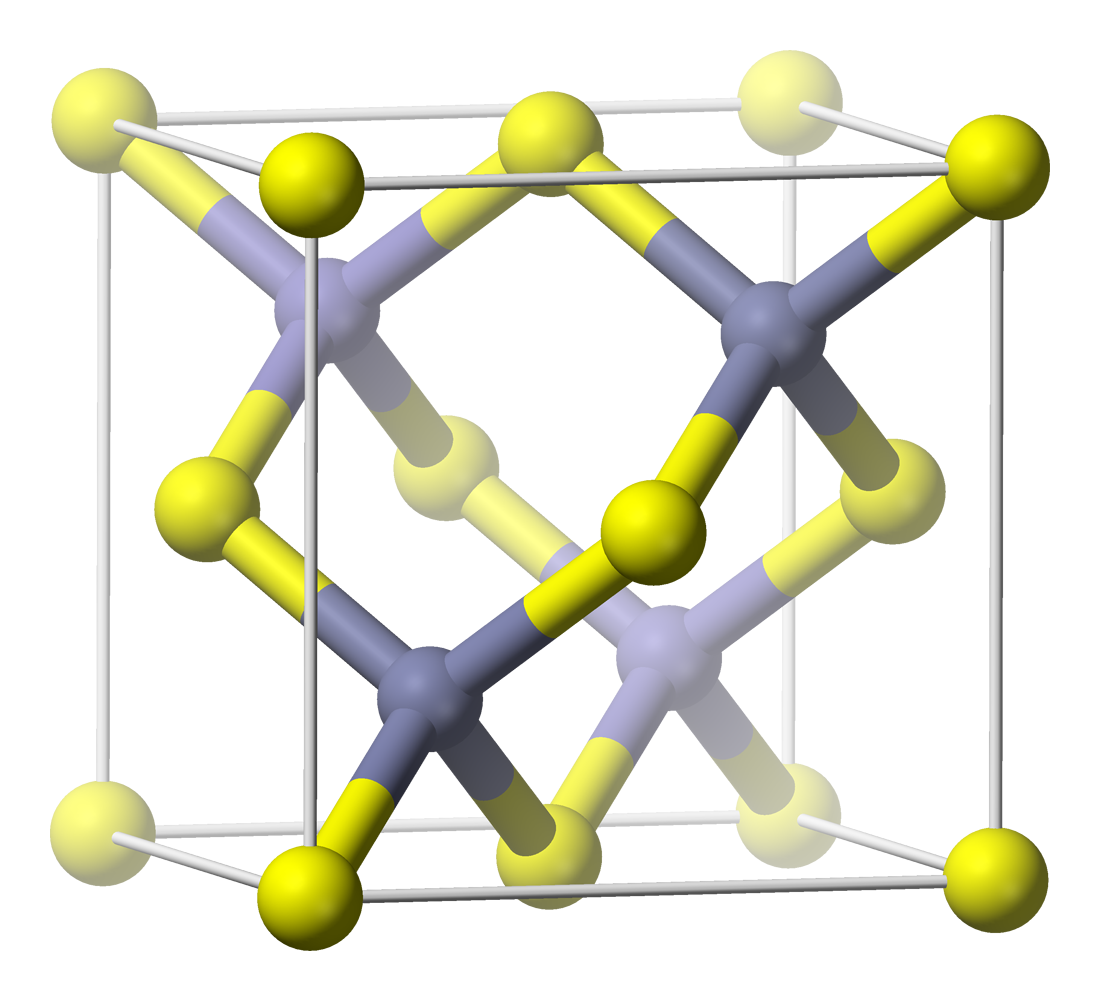
نمایش ساختار کریستالی مخلوط. پیوندهای بین دو نوع اتم نشان داده شده است.

## معرفی
ساختار ترکیبی (به انگلیسی zincblende (یا zinc-blende) ساختار بلوری است که از ساختار مکعبی (FCC) به‌وجود آمده و از دو گونه اتمی مختلف تشکیل شده است. ساختار مشابه ساختار الماس و ساختار فلوریت است. ساختار ترکیبی ساختار کریستالی اکثر نیمه هادی های III-V است که اساساً برای صنعت اپتوالکترونیک مهم است. این نیمه هادی ها اغلب در ساختار ورتزیت(wurtzite) متبلور می شوند.
گروه فضایی این سازه F 4 3m (در نماد Hermann-Mauguin) یا 216 1 نامیده می شود. نام ساختاری B3 2 است. این ساختار را می توان به روش های مختلف، مشابه ساختار الماس توصیف کرد، از جمله:
1. یا به صورت دو زیرشبکه درهم تنیده از نوع CFC، یکی فقط با اتم A و دیگری فقط با اتم X، که توسط یک بردار جابجا شده است (1/4 ؛ 1/4 ؛ 1/4) · a، که در آن a پارامتر مش است. به عبارت دیگر، کریستالی که سیستم کریستالی آن CFC است، اما الگوی آن از دو اتم مختلف تشکیل شده است که توسط یک بردار از هم جدا شده اند (1/4 ؛ 1/4 ؛ 1/4) · a .
2. یا به عنوان یک کریستال CFC که از اتم A تشکیل شده است با چهار مکان از هشت مکان بینابینی چهار وجهی که توسط اتم های X اشغال شده است، دو تا در نیمه پایینی مکعب، در امتداد یک مورب کوتاه، و دو در نیمه بالایی، در امتداد مورب کوتاه دیگر. یک مکان چهار وجهی یک سلول واحد CFC مرکز کوچکترین چهار وجهی است که توسط چهار اتم از همان گونه تشکیل شده است، برای مثال توسط یک اتم در گوشه مکعب و سه اتم در مرکز هر یک از وجه‌هایی که در همان گوشه به هم میرسند.

## تعداد اتم ها در هر سلول

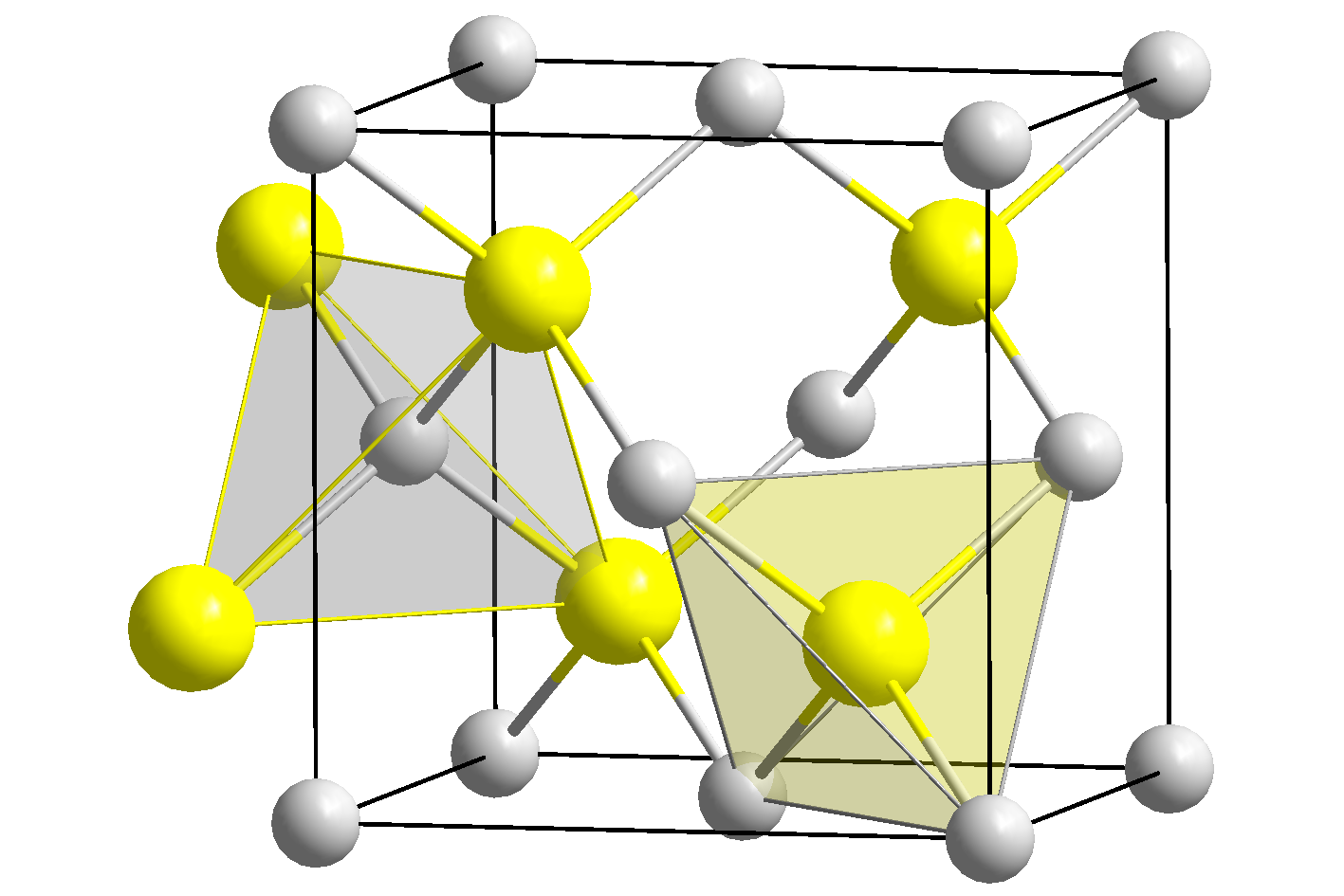
ساختار ترکیبی با سایت های چهار وجهی برجسته.

ساختار کریستالی مخلوط دارای 4 اتم از هر نوع در سلول واحد است که دو برابر ساختار CFC فشرده است. این را می توان از چند طریق تجسم کرد.
- با توجه به اینکه ساختار توسط دو ساختار تک اتمی CFC تشکیل شده است و در هر شبکه 4 گره وجود دارد.
- با توجه به اینکه ساختار مکعبی رو به مرکز با 2 اتم در هر واحد کریستال در هر یک از چهار گره است.
- با در نظر گرفتن این که ساختار مکعبی روبه‌مرکز است و اتم‌های آن در چهار مکان از هشت مکان بینابینی چهار وجهی قرار گرفته‌اند.

همه اتم‌های هر گونه در مکان‌های معادل، به صورت چهار وجهی هماهنگ هستند. هر اتم در مرکز یک چهار ضلعی منظم خیالی قرار دارد که توسط چهار اتم از گونه های مخالف تشکیل شده و با آنها پیوند ایجاد می کند.

## متبلورسازی مواد در این ساختار
نام این ساختار از کانی اسفالریت گرفته شده است که به آن blende (ZnS) نیز می گویند که در این ساختار متبلور می شود. اکثر ترکیبات نوع I - VII، II - VI (CdS، ZnSe، CdSe، CdTe، ZnTe، BeTe ...) و III - V (GaAs، AlAs، InP...) در این ساختار متبلور می شوند. اکثر آنها نیمه هادی هستند. شباهت ساختار این ترکیبات دوتایی امکان تشکیل ترکیبات سه تایی و چندتایی با محلول جامد را در کل محدوده ترکیبی میدهد.

## تفاوت با ساختارهای کریستالی مشابه

### ساختار الماس

نوع مش « الماس »

ساختارهای « الماس » و مخلوط دارای اتم‌هایی در موقعیت‌های یکسان هستند، اما در ساختار الماس فقط یک گونه اتمی وجود دارد. این تفاوت تقارن کریستال و در نتیجه بسیاری از خواص مرتبط مانند حالت‌های ارتعاش و انواع حالت‌های سطح را تغییر می‌دهد. الماس ساختار مرکز متقارن است در حالی که ساختار ترکیبی نیست. تقارن در ساختار دو اتمی کمتر است: گروه فضایی الماس ساختار Fd 3 متر است در حالی که ساختار مخلوط F 4 3 m است.
برخی از پدیده های غایب در ساختار الماس در ساختار مخلوط ظاهر می شوند:
- برخی از صفحات کریستالی مخلوط قطبی هستند، یعنی جزء دوقطبی عمود بر صفحه غیر صفر است. این اثر تغییر ترکیب و انرژی سطوح خاص را دارد.
- فونون های نوری که در ساختار الماس سه بار تخریب می شوند، می توانند انحطاط خود را از دست بدهند و به یک فونون طولی و دو فونون منحط عرضی با انرژی متفاوت تقسیم شوند. این از دست دادن انحطاط ناشی از تعامل بین فونون و پلاسمون 1 با این حال برای تقارن کریستال اساسی نیست و می توان با پوشاندن میدان الکتریکی 2 آن را بازیابی کرد.

### ساختار فلوئور

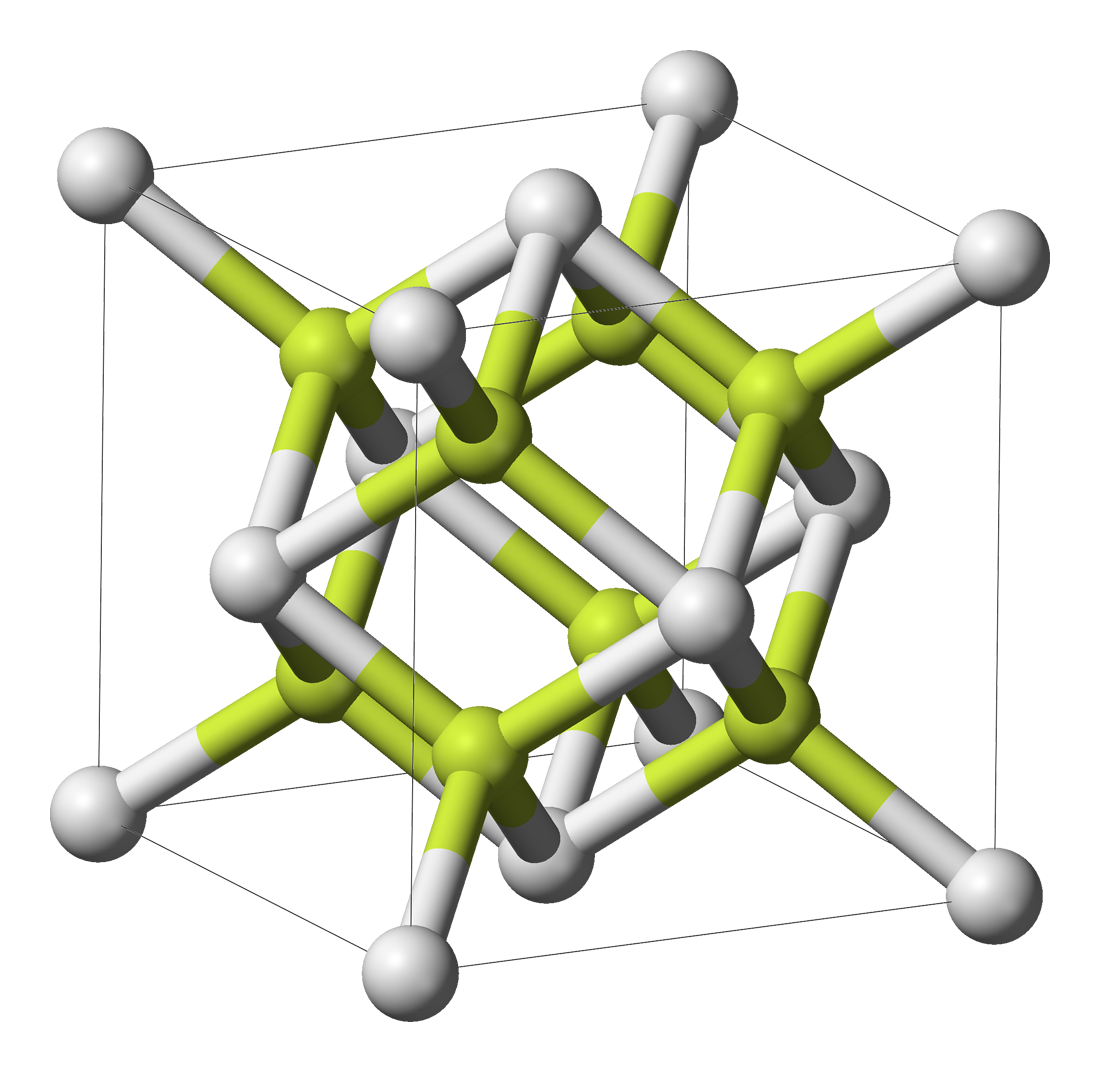
نمایش ساختار بلوری فلوئور.

ساختار فلوئور یا فلوریت متعلق به گروه فضایی Fm 3 m است. این ساختار همچنین ساختاری است که از دو نوع مختلف اتم بر اساس ساختار CFC تشکیل شده است. در ساختار فلوریت، هر هشت محل چهار وجهی به جای تنها چهار مکان در ساختار ترکیبی پر شده است. این استوکیومتری را تغییر می دهد. به ازای هر اتم گونه های دیگر در این ساختار دو اتم از یک گونه وجود دارد.

### ساختار بلوری ورتزیت

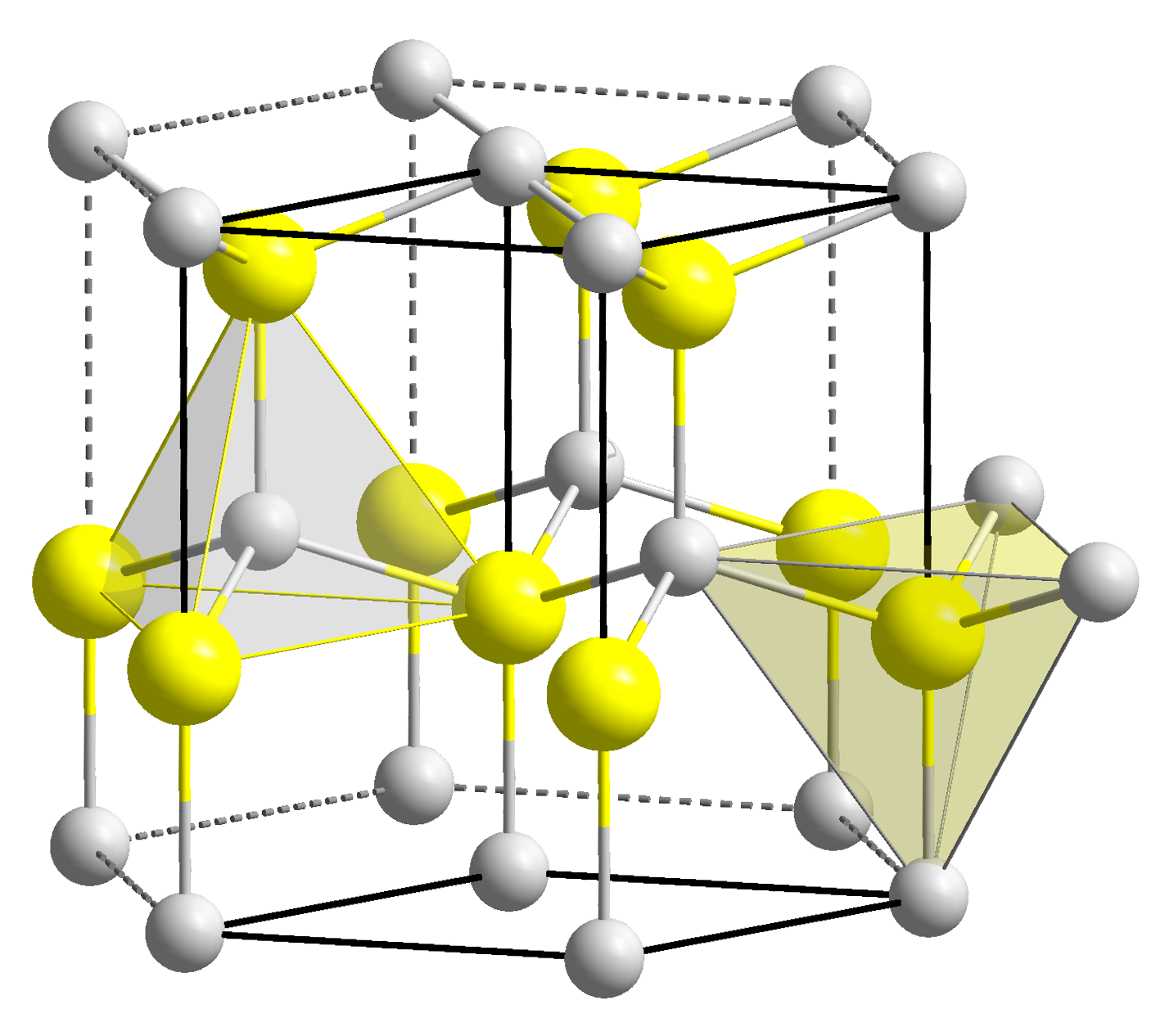
ساختار کریستالی Wurtzite. شبکه کریستالی با خطوط پیوسته مشخص می شود و دو سایت چهار وجهی، که توسط دو گونه اتمی اشغال شده است، برجسته شده است.

ساختار کریستالی wurtzite با نام Strukturbericht B4 و نماد پیرسون hP4 توصیف شده است. شماره گروه فضایی مربوطه 186 (طبق طبقه بندی اتحادیه بین المللی کریستالوگرافی) یا P6 3 mc (طبق نماد هرمان-موگن) است. اگر ساختار ترکیبی معادل دو اتمی ساختار الماس باشد، ساختار wurtzite معادل دو اتمی الماس شش ضلعی (lonsdaleite) است. در این ساختار، زیرشبکه کریستالی هر یک از دو عنصر CFC نیست، بلکه شش ضلعی است. بسیاری از مواد متبلور در ساختار مخلوط نیز دارای یک فرم چندشکلی هستند که در ساختار wurtzite متبلور می شوند. همانطور که در تصویر سمت راست نشان داده شده است، ساختار wurtzite از ساختار مخلوط با حرکت چند صفحه اتمی (111) به دست می آید. ساختار مخلوط توسط پشته ای از سه لایه غیر معادل در جهت [111] تشکیل می شود، در حالی که ساختار wurtzite تنها دو لایه غیر معادل دارد. در تصویر، هر کره با الگوی یک اتم از هر گونه مطابقت دارد.

## جُستارهای وابسته
- ساختار الماس
- بلندروی
- شبکه Bravais